# Tårup Sogn (Nyborg Kommune)
Tårup Sogn (bis 1. Oktober 2010: Taarup Kirkedistrikt  (dt.: Kirchenbezirk) im Frørup Sogn) ist eine Kirchspielsgemeinde (dän.: Sogn)  im südlichen Dänemark. Bis zum 1. Oktober 2010 war sie lediglich ein Kirchenbezirk im Frørup Sogn. Als zu diesem Termin sämtliche Kirchenbezirke Dänemarks aufgelöst wurden, wurde sie ein selbständiges Sogn.
Im Kirchspiel leben 579 Einwohner  (Stand: 1. Januar 2023), davon 290 im Kirchdorf (Stand: 1. Januar 2023). Im Kirchspiel liegt die Kirche „Taarup Kirke“.

## Geschichte
Bis 1970 gehörte Frørup Sogn zur Harde Vindinge Herred im damaligen Svendborg Amt, danach zur Ørbæk Kommune im
Fyns Amt, die im Zuge der  Kommunalreform zum 1. Januar 2007 in der
Nyborg Kommune in der Region Syddanmark aufgegangen ist.